# Tour de France 1929
23. Tour de France rozpoczął się 30 czerwca, a zakończył 28 lipca 1929 roku w Paryżu. Zwyciężył Belg Maurice De Waele.
W Tour de France 1929 relację z tego wyścigu po raz pierwszy transmitowało radio.

## Etapy
| Etap | Data       | Trasa                          | Dystans    | Zwycięzca                | Lider wyścigu                             |
| ---- | ---------- | ------------------------------ | ---------- | ------------------------ | ----------------------------------------- |
| 1    | 30 czerwca | Paryż – Caen                   | 206 km     | Aimé Dossche             | Aimé Dossche                              |
| 2    | 1 lipca    | Caen – Cherbourg               | 140 km     | André Leducq             | Aimé Dossche                              |
| 3    | 2 lipca    | Cherbourg – Dinan              | 199 km     | Omer Taverne             | Aimé Dossche                              |
| 4    | 3 lipca    | Dinan – Brest                  | 206 km     | Louis De Lannoy          | Maurice De Waele                          |
| 5    | 4 lipca    | Brest – Vannes                 | 208 km     | Gustaaf Van Slembrouck   | Maurice De Waele                          |
| 6    | 5 lipca    | Vannes – Les Sables-d’Olonne   | 206 km     | Paul Le Drogo            | Maurice De Waele                          |
| 7    | 6 lipca    | Les Sables-d’Olonne – Bordeaux | 285 km     | Nicolas Frantz           | Nicolas Frantz André Leducq Victor Fontan |
| 8    | 7 lipca    | Bordeaux – Bajonna             | 182 km     | Julien Moineau           | Gaston Rebry                              |
| 9    | 9 lipca    | Bajonna – Luchon               | 363 km     | Salvador Cardona         | Victor Fontan                             |
| 10   | 11 lipca   | Luchon – Perpignan             | 323 km     | Jef Demuysere            | Maurice De Waele                          |
| 11   | 13 lipca   | Perpignan – Marsylia           | 366 km     | André Leducq             | Maurice De Waele                          |
| 12   | 15 lipca   | Marsylia – Cannes              | TTT 191 km | Marcel Bidot             | Maurice De Waele                          |
| 13   | 16 lipca   | Cannes – Nicea                 | 133 km     | Benoît Faure             | Maurice De Waele                          |
| 14   | 18 lipca   | Nicea – Grenoble               | 333 km     | Gaston Rebry             | Maurice De Waele                          |
| 15   | 20 lipca   | Grenoble – Évian-les-Bains     | 329 km     | Julien Vervaecke         | Maurice De Waele                          |
| 16   | 22 lipca   | Évian-les-Bains – Belfort      | 283 km     | Charles Pélissier        | Maurice De Waele                          |
| 17   | 23 lipca   | Belfort – Strasburg            | 145 km     | André Leducq             | Maurice De Waele                          |
| 18   | 24 lipca   | Strasburg – Metz               | 165 km     | André Leducq             | Maurice De Waele                          |
| 19   | 25 lipca   | Metz – Charleville             | TTT 159 km | Bernard Van Rysselberghe | Maurice De Waele                          |
| 20   | 26 lipca   | Charleville – Dunkierka        | TTT 270 km | Maurice De Waele         | Maurice De Waele                          |
| 21   | 27 lipca   | Dunkierka – Dieppe             | 234 km     | André Leducq             | Maurice De Waele                          |
| 22   | 28 lipca   | Dieppe – Paryż                 | 332 km     | Nicolas Frantz           | Maurice De Waele                          |

## Klasyfikacja końcowa
| Lp  | Zawodnik         | Kraj       | Sponsor         | Czas         |
| --- | ---------------- | ---------- | --------------- | ------------ |
| 1.  | Maurice De Waele | Belgia     | Alcyon          | 186h 39' 15" |
| 2.  | Giuseppe Pancera | Włochy     | La Rafale       | +44' 23"     |
| 3.  | Jef Demuysere    | Belgia     | Lucifer         | +57' 10"     |
| 4.  | Salvador Cardona | Hiszpania  | Fontan-Wolber   | +57' 46"     |
| 5.  | Nicolas Frantz   | Luksemburg | Alcyon          | +58' 00"     |
| 6.  | Louis Delannoy   | Belgia     | La Française    | +1h 06' 09"  |
| 7.  | Antonin Magne    | Francja    | Alleluia–Wolber | +1h 08' 00"  |
| 8.  | Julien Vervaecke | Belgia     | Alcyon          | +2h 01' 37"  |
| 9.  | Pierre Magne     | Francja    | Alleluia–Wolber | +2h 03' 00"  |
| 10. | Gaston Rebry     | Belgia     | Alcyon          | +2h 17' 49"  |